# Ánafe

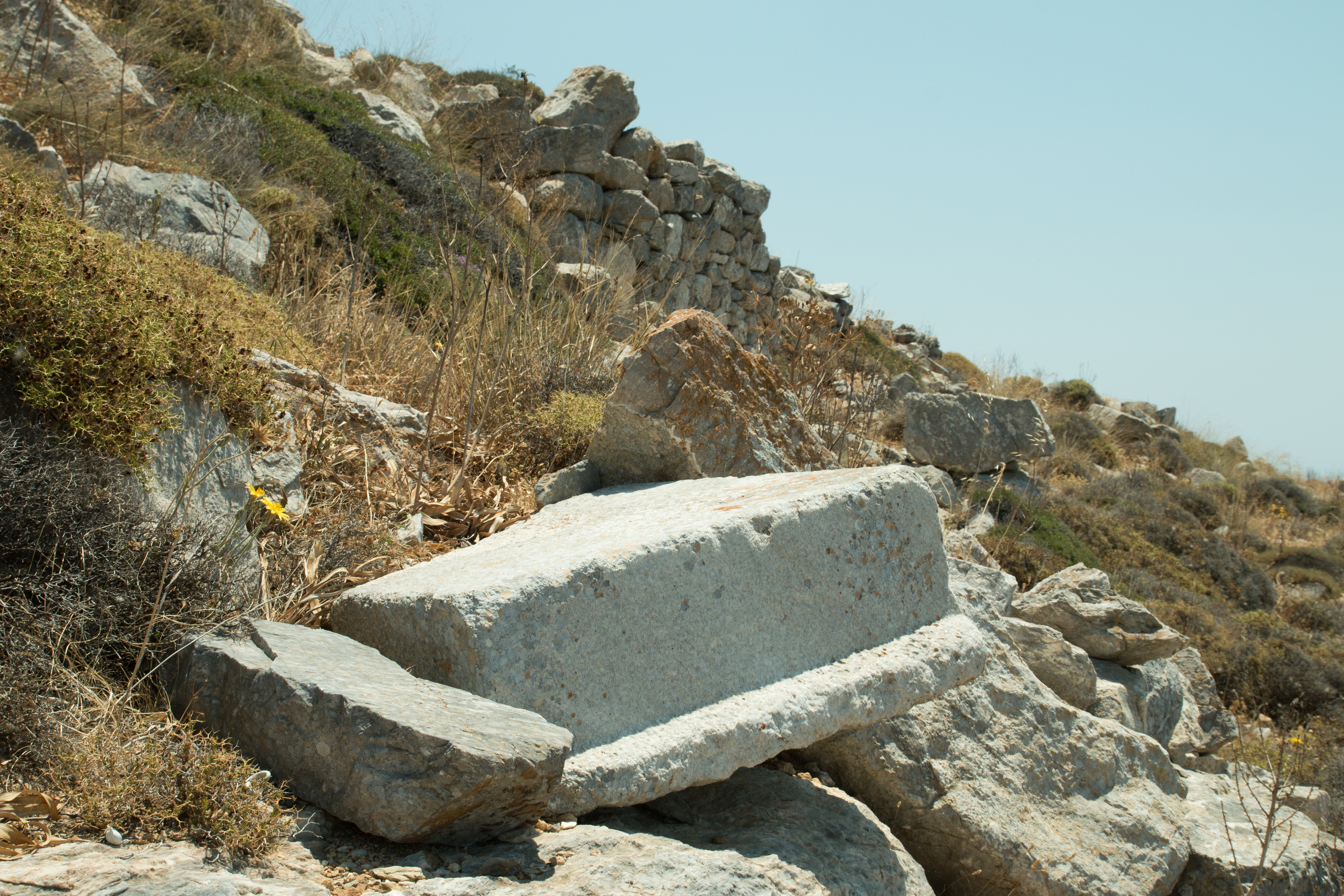
Ruinas en Kasteli de la antigua ciudad de Ánafe.

Ánafe (en griego Ανάφη, Anáfi) es una isla griega en el archipiélago de las Cícladas. En 2011, su población era de 423 habitantes. Tiene una superficie de 40,37 km² y se ubica al este de la isla de Santorini

## Historia
Según la mitología, se concedió el nombre a esta isla porque emergió de los confines del mar para dar refugio a los Argonautas luego de atravesar una fuerte tormenta. Otros dicen que el nombre se debe a la casi nula existencia de serpientes en la isla "An Ofis" (sin serpientes). A pesar de su reducido tamaño, Ánafe se presenta como un lugar con un cierto atractivo mitológico arqueológico. Perteneció a la Liga de Delos puesto que aparece en los registros de tributos a Atenas de los años 428/7, 418/7 y 416/5. En el monasterio de Panagia Kalamiotisa existen ruinas de un templo construido como ofrenda al dios Apolo Egletos. También se pueden encontrar ruinas en Kasteli. La mayoría de los hallazgos, como estatuas, están albergadas en la Colección Arqueológica de Ánafi.